# Marek Kołdras
Marek Kołdras (ur. 13 września 1968 w Brzesku) – polski reżyser filmowy, scenarzysta filmowy, dziennikarz, pasjonat historii i regionalista.

## Życiorys

### Wykształcenie
Jest absolwentem filologii polskiej Uniwersytetu Pedagogicznego w Krakowie. Ukończył też Studium Dziennikarskie UP, podyplomowo studia o kierunku zarządzanie i administracja w Wyższej Szkole Biznesu - National Louis University w Nowym Sączu oraz studia europejskie w Małopolskiej Wyższej Szkole Ekonomicznej w Tarnowie.

## Twórczość
W swoich filmach koncentruje się na historii lokalnej i regionalnej. Chętnie przedstawia także pojedynczych bohaterów pokazując ich losy na tle dziejów Ziemi Tarnowskiej. 
13 grudnia 2019 roku w Centrum Sztuki Mościce odbyła się prapremiera najnowszego filmu w jego reżyserii pt. „Człowiek z powietrza”. Obraz jest poświęcony Janowi Wnękowi z Odporyszowa, rzeźbiarzowi i prawdopodobnemu prekursorowi światowego lotnictwa.

## Filmografia
- 1999 – „Pustelnik znad Dunajca”
- 2015 – „Łowczówek 14”
- 2015 – „Prapoczątki Przedgórza"
- 2016 – „Chrzest południa”
- 2017 – „Operacja 15”
- 2017 – „Zaraz wracam – Zbigniew Bruno Szulc”
- 2017 – „Pustelnik z Melsztyna – 18 lat później”
- 2017 – Hej Sokoły – 125 lat TG Sokół w Brzesku
- 2017 – 90 lat Muzeum Okręgowego w Tarnowie
- 2018 – „Niepodległość 18”
- 2018 – „40 lat Muzeum w Dębnie”
- 2018 – „Panorama Siedmiogrodzka”
- 2019 – „Światło i mrok. Janusz "Tobi" Pacewicz"
- 2019 – „Człowiek z powietrza”

## Nagrody i wyróżnienia
- 1998 – Srebrna Kaczka – nagroda prezydenta Tarnowa za rzetelne prezentowanie tematyki samorządowej
- 2008 – Tarnowska Wena – w uznaniu rzetelności, obiektywizmu i profesjonalizmu dziennikarskiego, wierności zawodowej misji oraz twórczego zaangażowania w sprawy regionu
- 2011 – Uskrzydlony – Honorowa Nagroda Tarnowskiej Fundacji Kultury w kategorii Media za indywidualny wkład w dzieło rozwoju regionu
- 2018 – nominacja do tytułu Osobowość Roku 2018 „Gazety Krakowskiej” w kategorii Kultura
- 2019 – nominacja do tytułu Osobowość Roku 2018 „Gazety Krakowskiej” w kategorii Kultura